# والتر بلاك
والتر بلاك (بالإنجليزية: Walter Black)‏ هو سياسي نيوزلندي، ولد في 1894، وتوفي في 19 أغسطس 1959 في نيوزيلندا. حزبياً، نشط في حزب العمال النيوزيلندي.